# Selecció de rugbi XV de Costa d'Ivori
La Selecció de rugbi de Costa d'Ivori, coneguts com Els Elefants, és la selecció de rugbi de Costa d'Ivori. L'equip està reconegut com a Costa d'Ivori per la International Rugby Board. Costa d'Ivori participa anualment en la Copa Àfrica, i és considerada com la tercera potència del continent.
Formada el 1990, l'èxit més gran de la selecció ha estat la classificació per la Copa del Món de Rugbi, per primera vegada, en l'edició del 1995. Des d'aleshores no s'han tornat a classificar, tot i que van estar a punt de fer-ho en l'edició del 2011, on van perdre les semifinals de la ronda classificatòria africana contra Namíbia.
El rugbi, a Costa d'Ivori, és cada vegada més popular entre els nens i nenes en edat escolar, tot i que encara hi ha pocs participants, amb només 14 equips i 470 jugadors inscrits.

## Història
La Federació Ivoriana de Rugbi va ser creada el març del 1990, el mateix mes en què es va unir a la International Rugby Board. L'any 1995 la selecció es va classificar per disputar la Copa del Món, on van patir tres derrotes, contra les seleccions d'Escòcia, França i Tonga.
Després d'aquesta participació, la selecció de Costa d'Ivori es va agafar tres anys de descans, a nivell internacional, i va tornar per disputar la fase de classificació pel Campionat del Món de 1999, el setembre de 1998. La selecció ivoriana va tenir molt mala sort, perdent tots els partits, que els van enfrontar amb Namíbia (10–22), Zimbabwe (0–32) i Marroc (3–6).
Després d'un altre període d'inactivitat, el 2001 van tornar a disputar un partit internacional, aquest cop per participar en la Copa Àfrica 2001, on van perdre els dos partits contra el Marroc, 11–18 i 18–20, i van empatar contra Tunísia, 11–11, com a visitants, i van vèncer, 47-0, com a locals.
Costa d'Ivori no va participar en la fase de classificació per la Copa del Món de 2003 perquè va perdre contra Tuníssia (8-13) i contra el Marroc (21–23). En la fase de classificació de la Copa del Món de 2007 van començar de manera molt prometedora, derrotant el Senegal (20–6) i a Zimbabwe (33–3), però la sort es va acabar quan es van enfrontar amb el Marroc, amb qui van empatar a casa, 9-9, i van perdre com a visitants, 7-23. Finalment es van enfrontar amb Uganda, amb qui van perdre per 7–32 allí, però es van poder venjar a casa, guanyant per 18–9. Tot i així van quedar eliminats.
En la fase classificatòria de la Copa del Món de 2011 van aconseguir arribar a les semifinals, després d'una sorprenent victòria contra el Marroc, per 9-21, a Casablanca. Tot i així, finalment quedarien eliminats per Namíbia, ja que tot i l'empat aconseguit a Abidjan (13-13), al final van perdre per 14–54 a Windhoek.

## Estadístiques

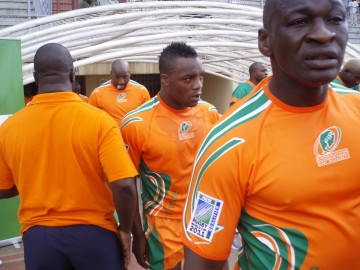
La selecció de Costa d'Ivori a l'Estadi Félix Houphouët-Boigny, abans de la disputa d'un partit de classificació del Mundial del 2011 contra Zàmbia, el 21 de juliol de 2008. Costa d'Ivori va vèncer per 32-9.

En data de 8 de juliol de 2011, les estadístiques generals de la selecció ivoriana són les següents:
| Equip      | Partits | Guanyats | Perduts | Empatats | %      | Punts a favor | Punts en contra | Diferència |
| ---------- | ------- | -------- | ------- | -------- | ------ | ------------- | --------------- | ---------- |
| Camerun    | 1       | 1        | 0       | 0        | 100.00 | 17            | 10              | +7         |
| França     | 1       | 0        | 1       | 0        | 0.00   | 18            | 54              | -36        |
| Kenya      | 1       | 0        | 1       | 0        | 0.00   | 17            | 20              | -3         |
| Madagascar | 2       | 0        | 2       | 0        | 0.00   | 35            | 62              | -27        |
| Marroc     | 13      | 2        | 10      | 1        | 19.23  | 143           | 228             | -85        |
| Namíbia    | 4       | 1        | 2       | 1        | 37.50  | 50            | 101             | -51        |
| Nigèria    | 1       | 1        | 0       | 0        | 100.00 | 29            | 17              | +12        |
| Escòcia    | 1       | 0        | 1       | 0        | 0.00   | 0             | 89              | -89        |
| Senegal    | 5       | 4        | 1       | 0        | 80.00  | 78            | 46              | +32        |
| Tonga      | 1       | 0        | 1       | 0        | 0.00   | 11            | 29              | -18        |
| Tunísia    | 8       | 5        | 2       | 1        | 68.75  | 137           | 75              | +62        |
| Uganda     | 2       | 1        | 1       | 0        | 50.00  | 25            | 39              | -14        |
| Zàmbia     | 2       | 2        | 0       | 0        | 100.00 | 56            | 27              | +29        |
| Zimbabwe   | 4       | 2        | 2       | 0        | 50.00  | 59            | 67              | -8         |
| Total      | 46      | 19       | 24      | 3        | 44.56  | 675           | 864             | -189       |